# RxR project
RxR projectは、日本のメディアアートユニット。
djnagureoとreosuckerのメディアアートプロデュースユニット。ゲームと言う枠では表現しきれない、メディアアート作品をリリースする為に、2009年10月結成。自身のホームページで著作権フリーであるということを宣言している。

## 略歴
2009年10月結成。 以来、iPhone向けの音楽、メディアアートアプリケーションをプロデュース。プロデュースをしたMatrix Music PadがiTunes/AppStoreが、8Bitoneに次ぐ、appstoreとなり総合1位2冠となる。

## メンバー
djnagureo （南雲玲生）
RxRproject名義ではdjnagureo名義で活動。 ビートマニア企画原案で知られる。 コンポーザーとしての活動だけではなく、ゲームプランナー、プロデューサーとして様々な作品を生み続けている。
reosucker（世永玲生）
RxRproject名義でReo Yonaga とreosuckerが混在。 Qエンタテインメント所属時に、グンペイリバース、EveryExtendExtra等を発表。 それぞれ、週刊ファミ通クロスレビュー、ゴールド殿堂入り、シルバー殿堂入りを果たす。Xbox 360タイトル、NiteyNineNightsの原案者としても知られる。

## 主な作品
- 8bittone Matrix Music Pad